# ريا كاري
ريا كاري (بالإنجليزية: Rea Carey)‏ هي ناشطة حقوق إل جي بي تي أمريكية، ولدت في 22 ديسمبر 1966.